# Rubus subopacus
Rubus subopacus är en rosväxtart som först beskrevs av Henri L. Sudre och Georges Bouvet, och fick sitt nu gällande namn av David Elliston Allen. Rubus subopacus ingår i släktet rubusar, och familjen rosväxter. Inga underarter finns listade i Catalogue of Life.